# Narayan Apte
Pour les articles homonymes, voir Apte.
 (novembre 2023).
La mise en forme du texte ne suit pas les recommandations de Wikipédia : il faut le « wikifier ».
Les points d'amélioration suivants sont les cas les plus fréquents. Le détail des points à revoir est peut-être précisé sur la page de discussion.
- Les titres sont pré-formatés par le logiciel. Ils ne sont ni en capitales, ni en gras.
- Le texte ne doit pas être écrit en capitales (les noms de famille non plus), ni en gras, ni en italique, ni en « petit »…
- Le gras n'est utilisé que pour surligner le titre de l'article dans l'introduction, une seule fois.
- L'italique est rarement utilisé : mots en langue étrangère, titres d'œuvres, noms de bateaux, etc.
- Les citations ne sont pas en italique mais en corps de texte normal. Elles sont entourées par des guillemets français : « et ».
- Les listes à puces sont à éviter, des paragraphes rédigés étant largement préférés. Les tableaux sont à réserver à la présentation de données structurées (résultats, etc.).
- Les appels de note de bas de page (petits chiffres en exposant, introduits par l'outil «  Source ») sont à placer entre la fin de phrase et le point final[comme ça].
- Les liens internes (vers d'autres articles de Wikipédia) sont à choisir avec parcimonie. Créez des liens vers des articles approfondissant le sujet. Les termes génériques sans rapport avec le sujet sont à éviter, ainsi que les répétitions de liens vers un même terme.
- Les liens externes sont à placer uniquement dans une section « Liens externes », à la fin de l'article. Ces liens sont à choisir avec parcimonie suivant les règles définies. Si un lien sert de source à l'article, son insertion dans le texte est à faire par les notes de bas de page.
- La présentation des références doit suivre les conventions bibliographiques. Il est recommandé d'utiliser les modèles {{Ouvrage}}, {{Chapitre}}, {{Article}}, {{Lien web}} et/ou {{Bibliographie}}. Le mode d'édition visuel peut mettre en forme automatiquement les références.
- Insérer une infobox (cadre d'informations à droite) n'est pas obligatoire pour parachever la mise en page.

Pour une aide détaillée, merci de consulter Aide:Wikification.
Si vous pensez que ces points ont été résolus, vous pouvez retirer ce bandeau et améliorer la mise en forme d'un autre article.
 (novembre 2023).
Le contenu est difficilement compréhensible vu les erreurs de traduction, qui sont peut-être dues à l'utilisation d'un logiciel de traduction automatique.
Narayan Dattatraya Apte (1911-15 novembre 1949) était un assassin indien et officier recruteur pour la Royal Indian Air Force britannique. Il a été exécuté par pendaison pour avoir planifié l'assassinat du Mahatma Gandhi.
Famille son père Dattatreya Apte était un érudit sanskrit et un historien. Narayan avait 3 sœurs et 4 frères. Comme c'était la norme, son mariage fut arrangé ; à Champa Phadtare, la fille d'une famille influente de Pune. On a dit que le mariage était un « mariage parfait » l’un pour l’autre. Champa a eu plus tard un fils avec lui.

## Biographie
Comme le reste de sa famille, il a développé une passion pour apprendre et devenir érudit. Il est diplômé de l’Université de Bombay en 1932 avec un baccalauréat en sciences. Après trois ans de chômage, il a été accueilli comme tuteur au Mission High School d'Ahmednagar. Il aspirait à devenir un maître dans le domaine de l'éducation. Assez rapidement, il a passé l'examen du « Bachelor of Education » et l'a réussi. Il a créé un club de tir à Ahmednagar qui a finalement gagné beaucoup de publicité et a été reproduit dans des endroits comme Pune.
En 1939, il rejoint le Mahasabha hindou.[1] Avec le déclenchement de la Seconde Guerre mondiale, Vinayak Damodar Savarkar, alors président du Mahasabha hindou, a ordonné aux membres du parti d'aider les Britanniques de toutes les manières possibles. Apte a gravi les échelons pour devenir recruteur dans la région de Poona et lieutenant d'aviation de la British Royal Indian Air Force.[2]
La scène de recrutement à Poona étant très mauvaise, Narayan avait beaucoup de temps libre. Il a finalement commencé à travailler en étroite collaboration avec Nathuram Godse dans le Mahasabha hindou. À ce stade, Savarkar a lancé l'Hindu Rashtra Dal qui était destiné à être une aile radicale du Mahasabha. Ses objectifs consistaient notamment à perturber les réunions du Congrès.
En 1944, Godse aborde le sujet de la création d'un journal appelé « Agranee » englobant les idéaux du Dal et du Mahasabha. Apte est devenu le directeur de ce journal et a porté son uniforme de recruteur pendant la Seconde Guerre mondiale. Le journal semblait lamentablement en faillite, cependant, Savarkar a réussi à le maintenir en vie en envoyant constamment de généreux dons. Le contenu était très enragé et enfreignait la loi sur la presse de Bombay. Juste avant que le gouvernement n'ordonne sa fermeture, il a rebaptisé le journal "Hindu Rashtra". Le dernier numéro de « Hindu Rashtra » a été publié le 31 janvier 1948.[2]
Le 14 janvier 1948, il prit avec Godse un train de Pune à Mumbai. Après trois jours, ils s'envoleraient pour Delhi pour assassiner le Mahatma Gandhi.[3]
Le 20 janvier, Apte, Badge et Kistayya se sont rendus à Birla House pour avoir planifié le meurtre de Gandhi. Godse souffrait de graves maux de tête et il resta donc en retrait.[1]
Le 27 janvier, Apte n'était plus le chef du plan d'assassinat. Il a été décidé que Godse serait celui qui tuerait Gandhi.[3]
Le 30 janvier, Apte se tenait aux côtés de Godse jusqu'à ce que des coups de feu soient tirés sur Gandhi par Godse.[1]
Apte a échappé à l'arrestation pendant deux semaines avant d'être arrêté à Mumbai.[1]
Exécution
Apte a été jugé et reconnu coupable du meurtre de Gandhi en 1949. Apte et Godse ont été pendus le 15 novembre 1949.[1]

### Voir également
Assassinat du Mahatma Gandhi

## Sources
- Doeden, M. (2013). L'obscurité partout : l'assassinat de Mohandas Gandhi. Non-fiction - Jeune adulte. Groupe d'édition Lerner. pp. 42-72  (ISBN 978-1-4677-1659-8). Récupéré le 3 avril 2023.

- Malgonkar, M. ; Kapoor, P. (2008). Les hommes qui ont tué Gandhi. Livres Roli. pp. 55-65  (ISBN 978-93-5194-083-8).

- Dutta, Amrita (31 janvier 2015). "Retracer le voyage de Nathuram Godse". L'Indian Express. Récupéré le 3 avril 2023.

- Malgonkar, Manohar (2008). Les hommes qui ont tué Gandhi, New Delhi : Roli Books  (ISBN 978-81-7436-617-7).

- Gandhi, Tushar A. (2008). "Tuons Gandhi !" : une chronique de ses derniers jours, de la conspiration, du meurtre, de l'enquête et du tribal. New Delhi : Rupa  (ISBN 978-81-291-1536-2)